# Алфред Вернер
Алфред Вернер (на немски: Alfred Werner) е швейцарски химик, поставил основите на съвременната координационна химия. Той получава Нобелова награда за химия през 1913 г. за това, че предлага октаедралната конфигурация на комплексите от преходни метали. Той е първият неорганичен химик, спечелил Нобелова награда, и остава такъв до 1973 г. Преподава в Цюрихския университет.

## Биография
Вернер е роден през 1866 г. Мюлхаузен, Елзас (част от Франция, анексирана от Германия през 1871 г.). Отгледан е като римокатолик. Той е четвъртото и най-малко дете на Жан-Адам Вернер, работник в леярна, и втората му жена, Саломе Жанет Вернер, която произхожда от заможно семейство. Въпреки немската анексация, френският език продължава да се говори в семейството. Макар повечето от статиите на Вернер да са публикувани на немски в немски списания, неговите културни и политически симпатии към Франция се запазват.
Заминава за Швейцария, за да учи химия в Швейцарското висше техническо училище в Цюрих, но тъй като това учебно заведение няма право да издава докторски степени до 1909 г., той я получава в Цюрихския университет през 1890 г. През 1894 г. получава швейцарско гражданство, а през 1895 г. е назначен за професор в Цюрихския университет.
Към края на дните си той страда от обща, прогресираща, дегенеративна атеросклероза, особено на мозъка, влошена от години на прекомерно пиене и преумора. Умира в психиатрична болница в Цюрих.